# Communauté de communes Terres du Haut Berry
La communauté de communes Terres du Haut Berry est une communauté de communes française située dans le département du Cher et la région Centre-Val de Loire.
Elle est issue de la fusion en 2017 des communautés de communes des Hautes Terres en Haut Berry, Terroirs d'Angillon et Terres vives.

## Historique
Elle est créée à la suite du Schéma de coopération intercommunale (SDCI) prenant effet le 1er janvier 2017 car Hautes Terres en Haut Berry et Terres vives ne dépassaient les 15 000 habitants imposés par la Loi NOTRe ; le seuil est ajustable sous certaines conditions de densité mais avec un densité inférieure à 51,7 hab/km2, les structures avaient l'obligation de fusionner.
C'est l'objectif de la prescription numéro 2 du schéma de réunir ces deux structures aux Terroirs d'Angillon pour former une communauté de communes proches de communauté d'agglomération Bourges Plus. Seuls quatre conseil municipaux émettront un avis défavorable.
Les propositions de noms retenus pour la nouvelle communauté de communes étaient :
- Terres du Haut Berry
- Terroirs en Haut Berry
- Cœur du Haut Berry
- Terres Vives Haut Berry
- Coteaux du Haut Berry.

L’arrêté fixant le périmètre est signé le 10 mai 2016 confirmé le 14 octobre par l'arrété définitif

Le 1er janvier 2019, la commune d'Allouis, initialement membre de communauté de communes Cœur de Berry, adhère à la communauté de communes

## Géographie

### Géographie physique
Située au centre-nord du département du Cher, la communauté de communes Terres du Haut Berry regroupe 30 communes et présente une superficie de 685,3 km2.

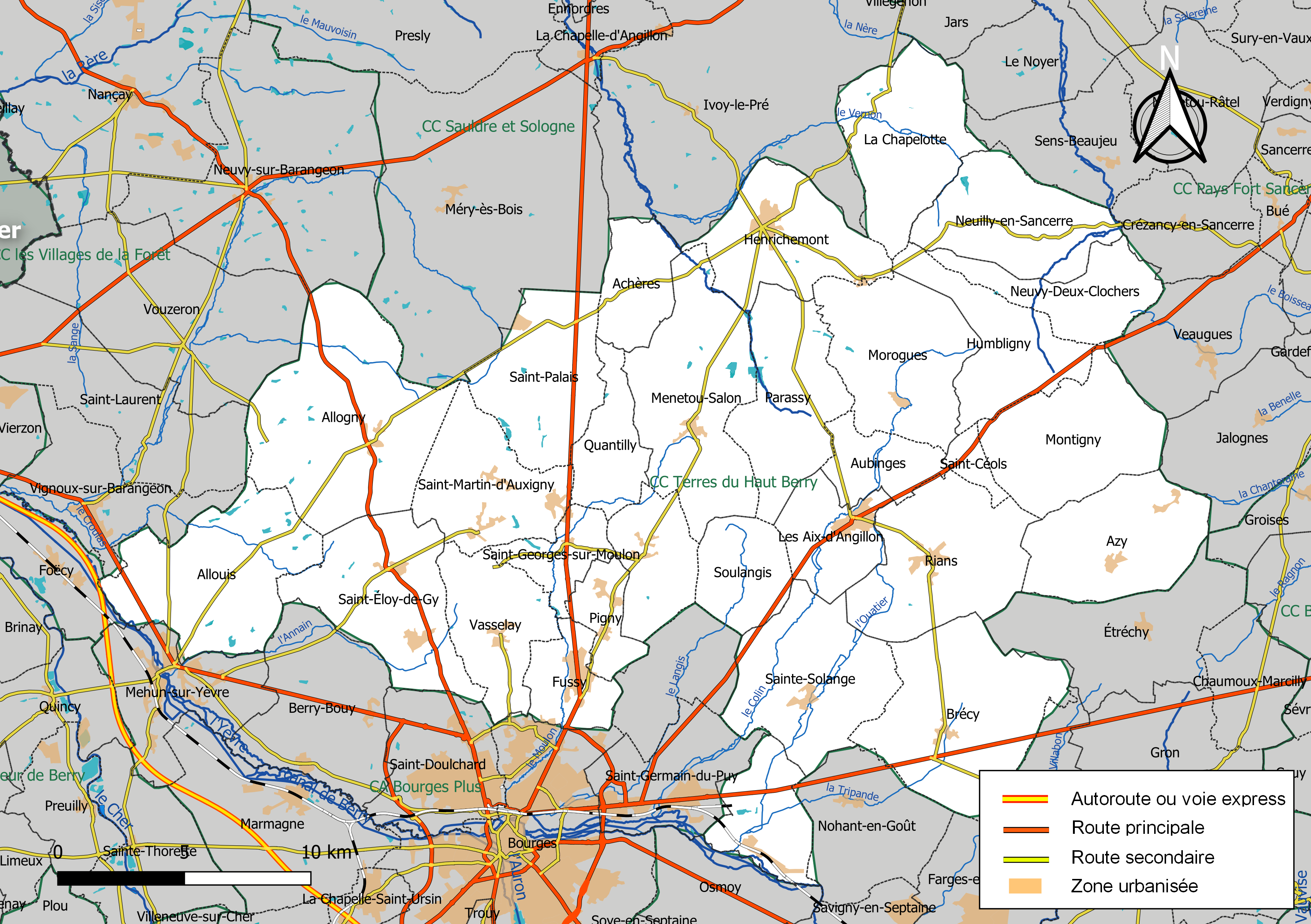
Carte de la communauté de communes Terres du Haut Berry au 1er janvier 2019.

### Composition

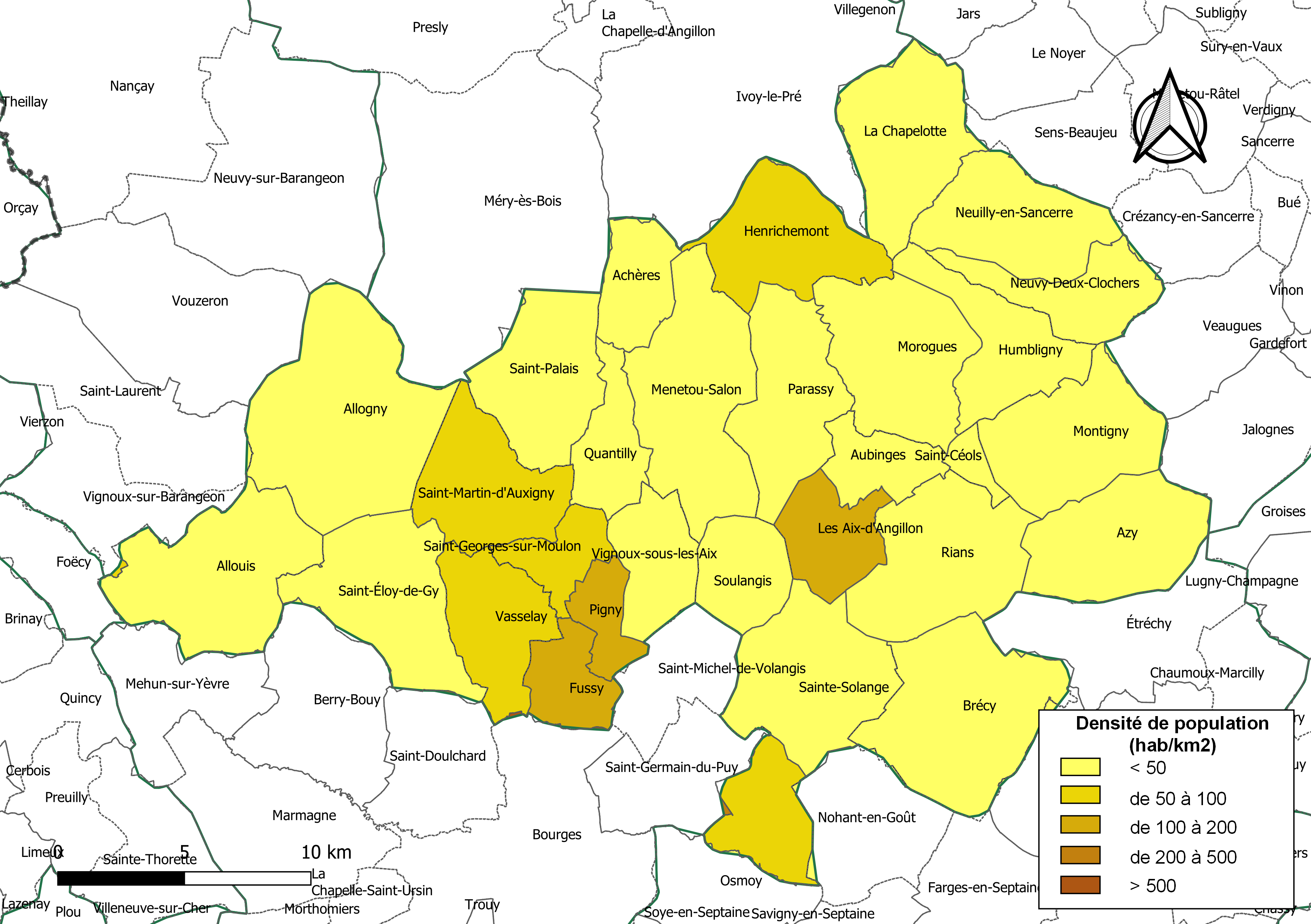
Carte des densités de population (millésimée 2016) des communes de la communauté de communes Terres du Haut Berry. Composition en communes au 1er janvier 2019.

La communauté de communes est composée des 30 communes suivantes :

| Nom                        | Code Insee | Gentilé           | Superficie (km2) | Population (dernière pop. légale) | Densité (hab./km2) |
| -------------------------- | ---------- | ----------------- | ---------------- | --------------------------------- | ------------------ |
| Les Aix-d'Angillon (siège) | 18003      | Angillonnais      | 14,68            | 1 871 (2022)                      | 127                |
| Achères                    | 18001      | Achérois          | 12,75            | 332 (2022)                        | 26                 |
| Allogny                    | 18004      | Allognois         | 49,53            | 1 130 (2022)                      | 23                 |
| Allouis                    | 18005      | Allouisiens       | 35,59            | 1 052 (2022)                      | 30                 |
| Aubinges                   | 18016      | Albingiens        | 10,97            | 402 (2022)                        | 37                 |
| Azy                        | 18019      |                   | 27,62            | 453 (2022)                        | 16                 |
| Brécy                      | 18035      |                   | 39,63            | 969 (2022)                        | 24                 |
| La Chapelotte              | 18051      | Castelpelotois    | 28,5             | 130 (2022)                        | 4,6                |
| Fussy                      | 18097      | Fusséens          | 11,08            | 1 914 (2022)                      | 173                |
| Henrichemont               | 18109      | Henrichemontais   | 25,27            | 1 713 (2022)                      | 68                 |
| Humbligny                  | 18111      |                   | 20,86            | 182 (2022)                        | 8,7                |
| Menetou-Salon              | 18145      | Monestrosaloniens | 37,66            | 1 618 (2022)                      | 43                 |
| Montigny                   | 18151      |                   | 28,65            | 323 (2022)                        | 11                 |
| Morogues                   | 18156      | Moroguois         | 30,53            | 423 (2022)                        | 14                 |
| Moulins-sur-Yèvre          | 18158      | Moulinois         | 15,33            | 851 (2022)                        | 56                 |
| Neuilly-en-Sancerre        | 18162      | Neuillois         | 26,05            | 246 (2022)                        | 9,4                |
| Neuvy-Deux-Clochers        | 18163      |                   | 16,5             | 257 (2022)                        | 16                 |
| Parassy                    | 18176      | Parassiens        | 26,02            | 406 (2022)                        | 16                 |
| Pigny                      | 18179      | Pignaciens        | 8,08             | 968 (2022)                        | 120                |
| Quantilly                  | 18189      | Quantillais       | 12,69            | 481 (2022)                        | 38                 |
| Rians                      | 18194      | Riansais          | 32,41            | 962 (2022)                        | 30                 |
| Saint-Céols                | 18202      | Saint-Céolais     | 3,34             | 13 (2022)                         | 3,9                |
| Saint-Éloy-de-Gy           | 18206      | Gyacomois         | 31,2             | 1 569 (2022)                      | 50                 |
| Saint-Georges-sur-Moulon   | 18211      | Moulonnais        | 9,43             | 722 (2022)                        | 77                 |
| Saint-Martin-d'Auxigny     | 18223      | Martinois         | 24,08            | 2 525 (2022)                      | 105                |
| Saint-Palais               | 18229      |                   | 26,12            | 617 (2022)                        | 24                 |
| Sainte-Solange             | 18235      | Solangeois        | 31,85            | 1 114 (2022)                      | 35                 |
| Soulangis                  | 18253      |                   | 13,76            | 457 (2022)                        | 33                 |
| Vasselay                   | 18271      | Vasselaysiens     | 20,21            | 1 569 (2022)                      | 78                 |
| Vignoux-sous-les-Aix       | 18280      | Vignogillois      | 14,94            | 707 (2022)                        | 47                 |

## Administration

### Conseil communautaire
Les 47 délégués sont ainsi répartis selon le droit commun comme suit  :
| Nombre de délégués | Communes                                                          |
| ------------------ | ----------------------------------------------------------------- |
| 4                  | Fussy, Saint-Martin-d'Auxigny                                     |
| 3                  | Les Aix-d'Angillon, Henrichemont, Menetou-Salon, Saint-Éloy-de-Gy |
| 2                  | Allogny, Rians, Sainte-Solange, Vasselay                          |
| 1                  | Les autres communes                                               |

## Liste des présidents
| Période         | Période                   | Identité         | Étiquette | Qualité        |
| --------------- | ------------------------- | ---------------- | --------- | -------------- |
| 27 janvier 2017 | En cours (au 9 août 2017) | Bernard Rousseau | PS        | Maire de Pigny |

## Compétences
La communauté de communes adhère également à 6 syndicats mixtes
- Berry numérique
- Syndicat mixte Pays Sancerre-Sologne
- Syndicat départemental d’Énergie du Cher
- Syndicat mixte Développement du Pays de Bourges